# Jakowlew Jak-36
Die Jakowlew Jak-36 (russisch Яковлев Як-36, NATO-Codename „Freehand“) war ein
Technologieträger der Sowjetunion zur Entwicklung eines VTOL-Kampfflugzeuges. Die Maschine bildet die Grundlage für die spätere Jakowlew Jak-38.

## Beschreibung
Nachdem in den 1950er Jahren einige Studien über Senkrechtstarter (z. B. mit dem fliegenden Tisch Turboljot) in der Sowjetunion erfolgreich verlaufen waren, erteilten die Regierungsbehörden im Februar 1961 den Auftrag zur Entwicklung eines einsitzigen Jagdbombers, der ursprünglich durch zwei R21M-300 Triebwerke angetrieben werden sollte, an das OKB Jakowlew. Jakowlew hatte bereits ein Jahr zuvor das VTOL-Projekt Jak-104, welches drei R19-300-Triebwerke erhalten sollte, erarbeitet. Es blieb beim Entwurf. Stattdessen begannen unter der Leitung von Stanislaw G. Mordowin die Arbeiten zur Jak-W (W für Wertikalny, auch: Isdelije W), der späteren Jak-36.
Das Flugzeug ist ein Ganzmetall-Mitteldecker in Halbschalenbauweise. Die trapezförmigen Tragflächen besitzen nur eine geringe Streckung von 2,7 und Vorderkantenpfeilung von 40°. Sie sind eine Einholmkonstruktion und verfügen über keine Vorflügel aber einteilige Querruder und Klappen an der Hinterkante. Das vierteilige Fahrwerk besteht aus einem zentralen, doppelt bereiften, nach hinten einziehbaren Hauptfahrwerk, einem einfach bereiften und nach vorn einziehbaren Bugfahrwerk und zwei nach hinten in die zigarrenförmigen Flügelendbehälter einziehbaren Fahrwerksbeinen. Die Fahrwerkskonstruktion wurde durch die Anordnung der Triebwerke bedingt, die keinen Platz für ein konventionelles Dreibeinfahrwerk ließen. Die beiden Triebwerke wurden durch einen großen elliptischen zweigeteilten Einlass im Bug mit Luft versorgt, an deren senkrechter Teilung auch ein Landescheinwerfer angebracht war. Zur Erhöhung der Leistung beim Senkrechtstart wurde am Kompressor der Triebwerke ein Methanol/Wasser Gemisch eingespritzt. Damit der Pilot im Ernstfall das Flugzeug auch im Schwebezustand sicher verlassen konnte, entwickelte das OKB Jakowlew eigens den Schleudersitz KJa-1 (Kreslo Jakowlewa, Jakowlews Sitz) sowie das System SKM, welches kritische Flugzustände selbstständig erkennen konnte und den Schleudersitz selbstständig auslöste. Ein kritischer Flugzustand konnte speziell aufgrund eines Triebwerksausfalls im Schwebeflug eintreten, womit das Flugzeug in eine heftige Rollbewegung geriete und der Pilot kaum innerhalb der 0,4 Sekunden hätte reagieren können, nach welchen der Bordcomputer ab einem Roll-Winkel von 60 Grad die Rettung auslöste. Das System musste ab einer Flughöhe von fünf Metern bei Start und Landung manuell aktiviert werden.

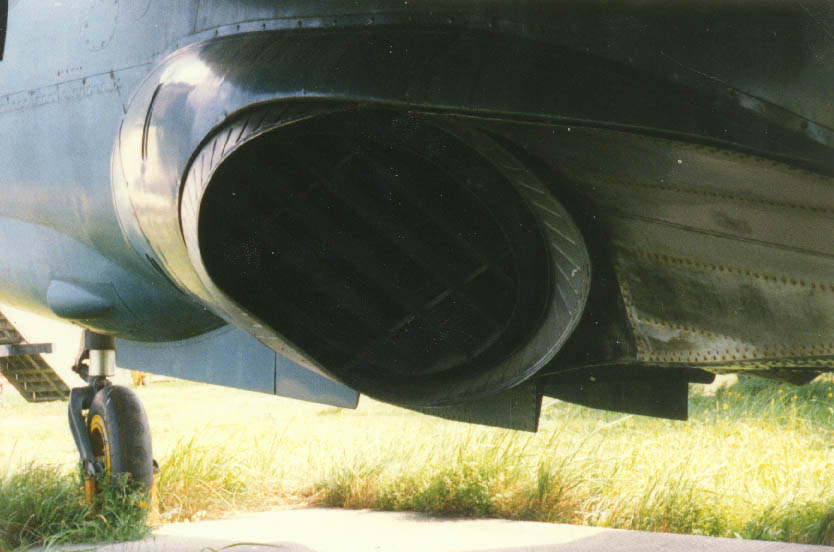
Linke Schubdüse der Jak-36

Die Senkrechtstartkonstruktion basierte ähnlich wie die britische Harrier auf Schubvektorsteuerung. Angetrieben wurde die Maschine durch zwei Triebwerke, die hinter und unter der Pilotenkanzel angebracht waren. Der Abgasstrahl wurde durch Luftschlitzdüsen, die im Schwerpunkt um 90° drehbar angebracht waren, geleitet. Der Mechanismus zur Drehung der beiden Schubdüsen war aus Sicherheitsgründen (um asymmetrischen Schub auch im Fehlerfall zu vermeiden) mechanisch miteinander gekoppelt ausgelegt. An beiden Tragflächenenden, im Heckkonus und in einem Ausleger am Flugzeugbug befanden sich Steuerdüsen, die mit Triebwerkszapfluft betrieben wurden. Die Steuerung selbst erfolgte für Neigungs- und Rollkontrolle durch einen zweifach redundanten Autopiloten und den Steuerhebel; die Richtungskontrolle erfolgte über die Ruderpedale, wobei insgesamt bis zu 10 % des Luftdurchsatzes der Triebwerke für die Steuerdüsen verwendet wurden. Bei einer Geschwindigkeit von mehr als 400 km/h wurden die Steuerdüsen automatisch abgeschaltet. 
Der erste gefesselte Schwebeflug erfolgte am 9. Januar 1963 mit Juri A. Garnajew am Steuer, wobei sich die ganze Komplexität eines Senkrechtstarts zeigte. So gab es anfangs Probleme mit dem Ansaugen von Abgas der Triebwerke (was deren Ausfall oder eine ungleichmäßige Verbrennung hervorrief), Ansaugeffekte durch das Abgas am Boden (was eine höhere Triebwerksleistung nötig machte) und einige Probleme mit dem Steuerungssystem. Dies machte einige konstruktive Änderungen notwendig. Am 23. Juni 1963 erfolgte dann der erste ungefesselte Flug, gefolgt von dem ersten vollen Übergang in den Horizontalflug am 16. September 1963. Am 24. März 1966 fand der erste komplette VTOL-Flug (Start und Landung senkrecht) mit Walentin G. Muchin am Steuer statt. Die erste öffentliche Vorstellung der Maschine erfolgte am 9. Juli 1967 auf der Flugschau in Moskau-Domodedowo zum 50. Jahrestag der Oktoberrevolution, wobei es allerdings zu einer Panne kam. Ursprünglich sollten beide Prototypen zur Vorführung starten, die 37 wurde jedoch kurz zuvor bei einer harten Landung auf dem Flughafen Domodedowo beschädigt, so dass nur die 38 ihr Programm fliegen konnte.
Die Jak-36 hatte zwei Unterflügelstationen für Bomben, Maschinenkanonen und Raketen; jedoch war die Reichweite der Maschine zu gering, um sie mit voller Kampflast wirkungsvoll einsetzen zu können. Insgesamt wurden eine Bruchzelle (Nummer 36) und zwei fliegende Exemplare (37 und 38) gebaut; diese wurden versuchsweise mit zwei Behältern für ungelenkte Raketen ausgestattet, allerdings wurde keine Schießversuche mit ihnen durchgeführt. Die Bruchzelle ging an das Flugzeugmuseum in Monino, ein Prototyp diente 1972 zum Test der Belastungen, die von VTOL-Flugzeugen ausgehen auf einem Mockup des Flugdecks des späteren Projekt-1123-Flugdeckkreuzers Moskwa, der zweite Prototyp diente als Trainingsflugzeug für die Testpilotenausbildung und wurde im Februar 1971 bei einer sehr harten Landung durch Leonid Rybikow zerstört. Jakowlew plante noch den Bau von etwa zehn bis 15 weiterer Jak-36, erhielt dafür aber keine Genehmigung.
Aus der Jak-36 wurde die Jak-38 entwickelt, die als Jak-36MP zum ersten Mal 1971 flog.

## Technische Daten

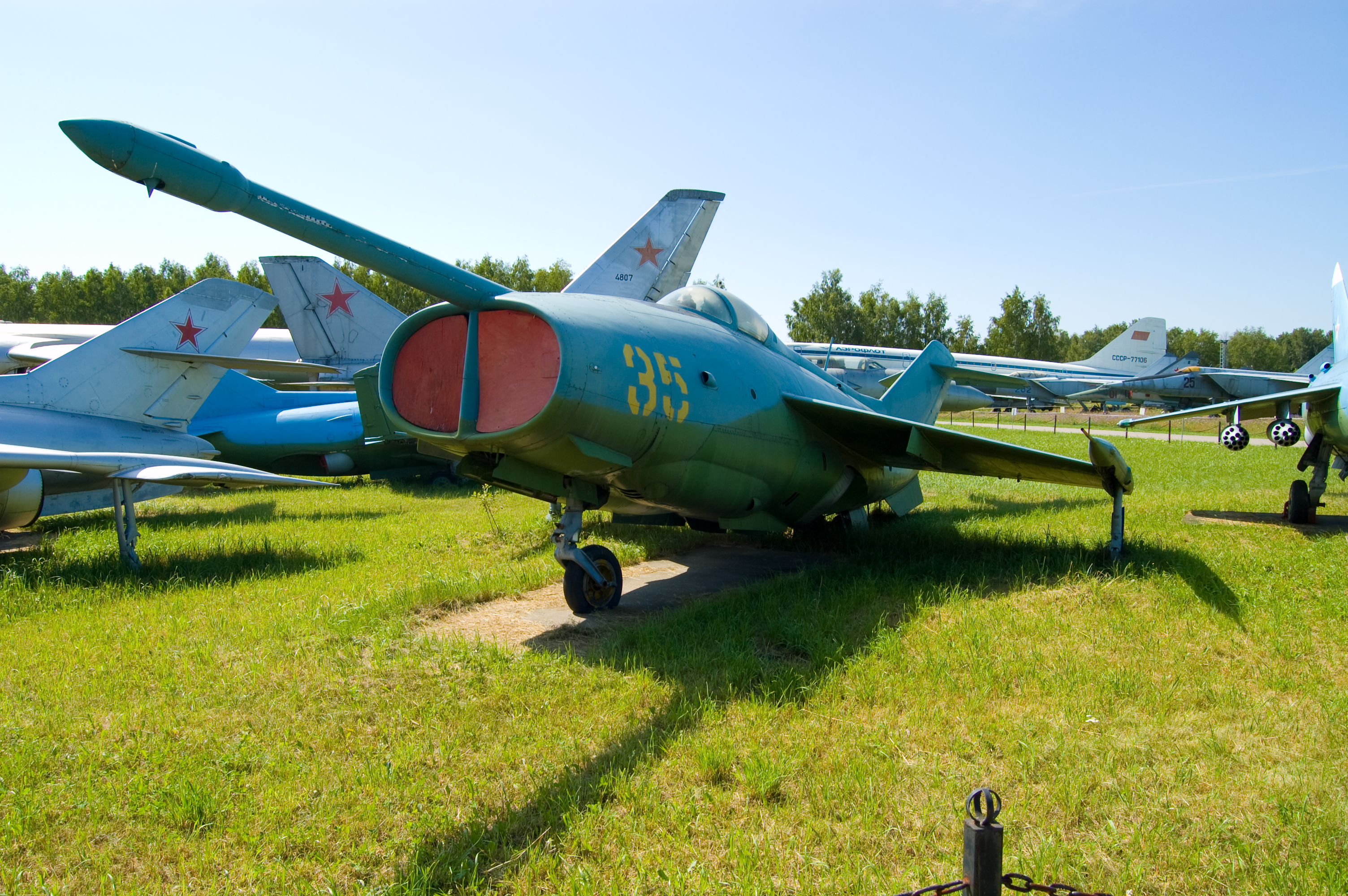
Die Bruchzelle im Museum Monino

| Kenngröße             | Daten                                        |
| --------------------- | -------------------------------------------- |
| Besatzung             | 1                                            |
| Länge                 | 17,00 m                                      |
| Spannweite            | 10,0 m                                       |
| Höhe                  | 4,50 m                                       |
| Flügelfläche          | 17 m²                                        |
| Flügelstreckung       | 5,9                                          |
| Leermasse             | 5.300 kg                                     |
| Startmasse            | 8.900 kg (11.700 beim konventionellen Start) |
| Treibstoffkapazität   | 2.600 kg                                     |
| Dienstgipfelhöhe      | 12.000 m                                     |
| Schwebeflughöhe       | 1.900 m                                      |
| Höchstgeschwindigkeit | 1.000 km/h                                   |
| Steigrate             | 140 m/s                                      |
| Reichweite            | 370 km                                       |
| Triebwerke            | Zwei Sojus Tumanski/Katschaturow R-27-300    |
| Leistung              | je 5.300 kgp Schub                           |